# Costus fortalezae
Costus fortalezae är en enhjärtbladig växtart som beskrevs av Karl Moritz Schumann. Costus fortalezae ingår i släktet Costus och familjen Costaceae. Inga underarter finns listade.